# Сан-Хуан-де-ла-Рамбла
Сан-Хуан-де-ла-Рамбла (ісп. San Juan de la Rambla) — муніципалітет в Іспанії, у складі автономної спільноти Канарські острови, у провінції Санта-Крус-де-Тенерифе, на острові Тенерифе. Населення — 5076 осіб (2010).
Муніципалітет розташований на відстані близько 1780 км на південний захід від Мадрида, 38 км на захід від Санта-Крус-де-Тенерифе.
На території муніципалітету розташовані такі населені пункти: (дані про населення за 2010 рік)
- Лас-Агуас: 404 особи
- Лас-Росас: 747 осіб
- Сан-Хосе: 1712 осіб
- Сан-Хуан-де-ла-Рамбла: 928 осіб
- Ла-Вера: 1135 осіб
- Ель-Росаріо: 150 осіб

## Демографія
Динаміка населення (INE ):

## Галерея зображень

Розташування муніципалітету на острові Тенерифе